# Newport Engineering Works
Newport Engineering Works war ein US-amerikanisches Unternehmen im Bereich Maschinenbau und Hersteller von Automobilen.

## Unternehmensgeschichte
A. Livington Mason und sein Sohn Earl P. Mason betrieben ab 1894 das Unternehmen in Newport in Rhode Island. Sie produzierten und reparierten Dampf- und Ottomotoren für Boote. Im Jahr 1903 stellten sie einige Automobile her, zumeist nach Kundenauftrag. Der Markenname lautete Newport. Das Unternehmen existierte nach der Aufgabe der Fahrzeugproduktion weiter.

## Fahrzeuge
Im Angebot stand nur ein Modell. Ein Ottomotor mit 4 PS Leistung trieb die Fahrzeuge an. Nach eigener Aussage war es eine Kombination aus französischen und amerikanischen Design.